# Thomas Bodley
Sir Thomas Bodley (2 de marzo de 1545-28 de enero de 1613) fue un diplomático Inglés  y académico que fundó la Biblioteca Bodleiana en Oxford 

## Biografía
Thomas Bodley nació el 2 de marzo de 1545, en el penúltimo año del reinado del rey Enrique VIII , en la ciudad de Exeter en Devon. Fue uno de los siete hijos  de John Bodley (muerto el 15 de octubre de 1591)  de Exeter, un comerciante protestante que eligió el exilio en el extranjero en lugar de quedarse en Inglaterra bajo el gobierno católico de la reina María (1553-1558 ). El padre de John, también John Bodley, era un hijo menor de la familia noble de Bodley de Dunscombe,  cerca de Crediton  en Devon. La madre de Thomas era Joan Hone, hija y co-heredera de Robert Hone de Ottery St Mary , Devon.  El hermano menor de Thomas era Sir Josias Bodley , nombrado caballero en Irlanda por el conde de Devon . 

### Carrera
Comenzó a dar conferencias en Merton y en abril de 1565 fue nombrado formalmente el primer profesor de griego antiguo de la universidad, cargo que posteriormente se hizo permanente. Sirvió en muchas oficinas de la universidad: en 1569 fue elegido como uno de los supervisores júnior de la Universidad y durante algún tiempo después fue el orador público adjunto . Dejó Oxford en 1576 con una licencia para estudiar en el extranjero y una beca de su universidad de £ 6. 13 s. 4d., Bodley realizó una gira por Francia , Italia y el Sacro Imperio Romano Germánico , visitando a eruditos y agregando el francés, el italiano y el español a su repertorio de idiomas.
Se ha sugerido que durante su gira por Italia fue iniciado en Forlì en alguna forma de iniciación pitagórica en una academia platónica. 
A su regreso a Inglaterra, Bodley fue nombrado caballero-acomodador de la reina Isabel y en 1584 ingresó en la Cámara de los Comunes como uno de los miembros de Portsmouth . En 1585 se le confió la misión de formar una liga entre Federico II de Dinamarca y ciertos príncipes alemanes para ayudar a Enrique de Navarra , el futuro Enrique IV de Francia . A continuación, fue enviado a una misión secreta a Francia . En 1586 fue elegido para representar a los St Germans en el parlamento, y en 1588 fue enviado a La Haya como ministro, cargo que exigía una gran habilidad diplomática, ya que estaba en los Países Bajos y que había que luchar contra el poder de España . Las dificultades esenciales de su misión se complicaron  y Bodley pidió repetidamente que lo llamaran. Finalmente se le permitió regresar a Inglaterra en 1596, pero al ver que su esperado ascenso de secretario de Estado se veía obstaculizado por los intereses en competencia de Burghley y Essex , se retiró de la vida pública y regresó a Oxford.
Después de su matrimonio en 1587 se vio obligado a renunciar a su beca en Merton, pero retuvo a muchos amigos allí y en la primavera de 1598 el colegio ofreció una cena en su honor. Una vez aceptada su propuesta, de restaurar la antigua biblioteca de Duke Humfrey dedicó el resto de su vida al proyecto de la biblioteca. Fue nombrado caballero el 18 de abril de 1604.

## Muerte y entierro
Murió el 28 de enero de 1613 y fue enterrado en el coro de Merton College Chapel. Su monumento sobrevive en el muro occidental del transepto norte de la capilla, formado de mármol blanco y negro con pilares que representan libros y alegorías del saber.

## Publicaciones
Bodley escribió su autobiografía hasta el año 1609, que, con el primer borrador de los estatutos redactados para la biblioteca, y sus cartas al bibliotecario Thomas James , fue publicado por Thomas Hearne , bajo el título de Reliquiae Bodleianae, o Authentic Restos de Sir Thomas Bodley , (Londres, 1703, 8vo).